# Gaesischia brachyura
Gaesischia brachyura är en biart som först beskrevs av Juan Brèthes 1910.  Gaesischia brachyura ingår i släktet Gaesischia och familjen långtungebin. Inga underarter finns listade i Catalogue of Life.